# Eladio Carrión
Eladio Carrión Morales (Kansas City, 14 novembre 1994) è un cantante e rapper statunitense.

## Biografia
Nato a Kansas City in una famiglia militare, Carrión ha trascorso la propria infanzia tra la sua città natale, Alaska e Baltimora, prima di stabilirsi definitivamente a Porto Rico.
Si è fatto conoscere con Sauce Boyz (2020), l'album in studio di debutto, che ha esordito in top ten nella Top Latin Albums di Billboard e che contiene Kemba Walker, una collaborazione con Bad Bunny candidata ai Latin Grammy. Al progetto ha fatto seguito il secondo LP, intitolato Monarca, classificatosi al 14º posto nella Top Albumes spagnola e anch'esso ricompensato con una nomination al principale riconoscimento musicale latino. Ha migliorato i suoi posizionamenti in Spagna con SEN2 KBRN, Vol. 1 (2021) e Sauce Boyz 2 (2022); l'ultimo dei quali si è posto nella top five e si è tramutato nell'ingresso della graduatoria album degli Stati Uniti d'America. Lo stesso LP contiene No te deseo el mal, certificata oro dalla PROMUSICAE con oltre 30 000 unità e premiata con un Premio Tu Música Urbano, che ha conquistato il podio della hit parade in Repubblica Dominicana.

## Discografia

### Album in studio
- 2020 – Sauce Boyz
- 2021 – Monarca
- 2022 – Sauce Boyz 2
- 2023 – 3MEN2 KBRN
- 2024 – Sol María
- 2025 – Don KBRN

### EP
- 2024 – Porque puedo

### Mixtape
- 2021 – SEN2 KBRN, Vol. 1
- 2022 – SEN2 KBRN, Vol. 2

### Singoli
- 2017 – 19 (con Jon Z e Myke Towers)
- 2017 – Con las dos (con Ele a el Demonio)
- 2017 – Og Kush (con Jon Z)
- 2018 – Si tu te vas (con Jon Z)
- 2018 – Entre tantas (con Lyanno e Brray)
- 2018 – Dame una hora (con El Nene Amenazzy)
- 2018 – Ave María (con Randy Nota Loca, Khea e Big Soto)
- 2018 – No me vire
- 2018 – Mula (con Big Soto)
- 2018 – Miles
- 2018 – Me usaste (con Jon Z, Norile, Juhn, Khea e Ecko)
- 2018 – Gracias
- 2018 – Suerte (con Toby Letra e Topo Nlaksa)
- 2018 – Hola bebé (con Bhavi)
- 2018 – Olvidarte
- 2018 – Candela (con Ecko)
- 2018 – Lluvia
- 2019 – Mi error (con Zion)
- 2019 – Se moja (con Amenazzy, Rauw Alejandro e Noriel)
- 2019 – Hoy
- 2019 – Si tú me quisieras (con Maikel Delacalle)
- 2019 – Animal (con Bryant Myers)
- 2019 – Kemba Walker (con Bad Bunny)
- 2019 – Que me importa (con La Manta)
- 2019 – Sauceboy
- 2020 – Esquina (con Cazzu e Noriel)
- 2020 – La cone (con Neutro Shorty e Gera MX)
- 2020 – Mírala (con Álvaro Díaz)
- 2020 – Se emociona (con Urba y Rome e Jory Boy)
- 2020 – Tren Thomas (con Leebrian)
- 2020 – Tussi (con Arcángel, De La Ghetto e Justin Quiles)
- 2020 – Sauce Boy Freestyle II
- 2020 – Ballin' (con Omy de Oro e Shotter Ledo)
- 2020 – Gelato (con Smokepurpp, Duki e Hide Miyabi)
- 2021 – Sauce Boy Freestyle 4
- 2021 – Eladio Carrión: Bzrp Music Sessions, Vol. 40 (con Bizarrap)
- 2021 – Al capone
- 2021 – Rey (con Sour e Yandel)
- 2021 – Promesa (con Alex Gargolas)
- 2021 – Bitches (con Blueface e Jon Z)
- 2021 – Sauce Boy Freestyle 5
- 2021 – Cuarentena
- 2021 – Habla claro (con Morad)
- 2021 – Alejarme de ti (con Jay Wheeler)
- 2021 – Jóvenes millonarios (con Myke Towers)
- 2022 – No puede ser (con Mau y Ricky)
- 2022 – Nikes, diamantes y skinnies (con Jon Z)
- 2022 – Roto (con Corina Smith)
- 2022 – Nuevo (con Gigolo y la Exce)
- 2022 – Gucci Fendi (con Justin Quiles)
- 2022 – Nota (con Nicki Nicole)
- 2022 – Nunca y pico (con Yandel e Maluma)
- 2022 – Que cojones
- 2022 – Hola (con Tokischa)
- 2022 – Hellcat (con Yovngchimi e Hydro)
- 2022 – Volando bajito (con Andre TG)
- 2022 – Si lo puedes soñar
- 2022 – Hot Sauce (con Noriel, Jon Z e Ovi)
- 2023 – Air France
- 2023 – Triste verano (con Anuel AA)
- 2023 – 77 (con Peso Pluma)
- 2023 – Andando (con Morad e Beny Jr)
- 2023 – 6AM en Mallorca
- 2023 – Pa' la vuelta (con Morad)
- 2023 – Easy (con Yeruza)
- 2023 – TQMQA
- 2024 – 100xCiento (con Foreign Teck e De La Ghetto)
- 2024 – No entiendo (con Jhayco e Omar Courtz)
- 2024 – La maybach (con Neutro Shorty e Yandel feat. Myke Towers)
- 2025 – Chulx (con Lia Kali)